# Mazus novaezeelandiae
Mazus novaezeelandiae är en tvåhjärtbladig växtart. Mazus novaezeelandiae ingår i släktet Mazus och familjen Mazaceae.

## Underarter
Arten delas in i följande underarter:
- M. n. hirtus
- M. n. impolitus
- M. n. novaezeelandiae